# Bay, Arkansas
Bay là một thành phố thuộc quận Craighead, tiểu bang Arkansas, Hoa Kỳ. Năm 2010, dân số của thành phố này là 1801 người.

## Dân số
- Dân số năm 2000: 1800 người.
- Dân số năm 2010: 1801 người.